# تومیکو ایتوئوکا
تومیکو ایتوئوکا (به ژاپنی: 糸岡 富子 Tomiko Itooka) (زادهٔ ۲۳ مهٔ ۱۹۰۸ – درگذشتهٔ ۲۹ دسامبر ۲۰۲۴)، یک زن خانه‌دار و ابرصدساله ژاپنی بود که با ۱۱۶ سال و ۲۲۰ روز سن، مسن‌ترین فرد زنده تأیید شده جهان از زمان مرگ ماریا برانیاس از اسپانیا در ۱۹ اوت ۲۰۲۴ بود. پس از مرگ فوسا تاتسومی در ۱۲ دسامبر ۲۰۲۳، ایتوئوکا مسن‌ترین فرد زنده ژاپن شد.

## زندگی شخصی
پس از مرگ همسرش در سال ۱۹۷۹، ایتوئوکا تا سال ۱۹۸۹ به تنهایی زندگی کرد. در طول این ده سال، او اغلب از کوه نیجو صعود کرد، دو بار به کوه اونتاکه صعود کرد (در حالی که به جای کفش‌های پیاده‌روی کفش‌های کتانی پوشیده بود)، و همچنین در اوساکا از بیش از ۳۳ معبد زیارت کرد. در سن ۱۰۰ سالگی در سال ۲۰۰۸، ایتوئوکا با موفقیت از هر پله زیارتگاه آشیا بدون هیچ کمکی بالا رفت.

## سلامتی و طول عمر
در سال ۱۹۸۹، ایتوئوکا به خانه دو دخترش رفت.
در سال ۲۰۱۹ در سن ۱۱۰ سالگی، او به خانه سالمندان در آشیا، هیوگو نقل مکان کرد. ایتوئوکا (در آن زمان) هنوز می‌توانست در سن ۱۱۶ سالگی به‌طور مستقل حرکت کند، اما عمدتاً از ویلچر استفاده می‌کرد. زمانی که گینس رسماً او را به عنوان مسن‌ترین فرد زنده معرفی کرد ایتوئوکا، به سادگی گفت: «متشکرم».